# هجان الثاني (الحد)

تعديل مصدري - تعديل

هجـان الثاني هي إحدى قرى عزلة الحد بمديرية الحد التابعة لمحافظة لحج، بلغ تعداد سكانها 20 نسمة حسب تعداد اليمن لعام 2004.